# Село Весело (Сунђер Боб Коцкалоне)
„Село Весело” (енгл. Trenchbillies) је 16. епизода 7. сезоне америчке анимиране телевизијске серије Сунђер Боб Коцкалоне и 5. епизода серијала Легенде Коралова. Премијерно је приказана 27. јануара 2011. на Facebook-у, да би два дана касније била емитована на Nickelodeon-у.

## Радња
После четири дана у Пољима медуза, Сунђер Боб и Патрик и даље у тишини чекају да се медуза помери. Коначно, она отплива, а они крећу за њом. Планирају да је Сунђер Боб заскочи са једне стране, а Патрик са друге. Међутим, како се обојица приближавају медузи, на крају се сударају, пуштајући медузу да побегне.
Потом настављају да лове медузе, али, не гледајући куда иду, случајно падну са литице и слећу на пољски тоалет. Многи од сељана се удружују против Сунђер Боба и Патрика и хватају их конопцем. Одводе их код Баба Живке, која их назива „правим лолама” и наређује њихову иницијацију. Сунђер Боб и Патрик су осуђени на серију изазова, а то су: надметање у бенџоу, такмичење у „кукању са нарикањем” и „тучу с бијењем”. Сунђер Боб и Патрик пролазе прва два теста, али одбијају последње, тврдећи да не воле да се бију.
Баба Живка је изненађена и пита их како воле да се забављају. Сунђер Боб тврди да воле да лове медузе и њих двојица показују своју вештину сељанима, али се поново сударају. Баба Живка ужива у овоме, а сељани им се смеју и говоре да су луђи од „старог мотокултиватора”. Баба Живка их проглашава за званичне почасне сељане и даје им по пар почасних зуба.
Сунђер Боб држи кратак говор пре него што он и Патрик покушају да оду, међутим, сељани их заустављају и говоре да морају да брину о Баба Живки до краја живота. Сунђер Боб и Патрик покушавају да их убеде да их пусте да оду, али сељани им то не дозвољавају. Као резултат тога, Патрик их задржава довољно дуго да он и Сунђер Боб побегну.
У међувремену, Код Кеба Крабе, господин Краба и Лигњослав лагано разговарају о послу, када Сунђер Боб и Патрик упадну кроз врата. Они им причају шта им се догодило, али господин Краба није забринут све док не открију да су их сељани пратили. Сунђер Боб и његови пријатељи се крију док бесни сељани уништавају ресторан. Убрзо захтевају да се група открије пре него што их господин Краба нервозно упита шта желе да наруче. Сви сељани наручују нешто за јело, а господин Краба је задовољан послом. Он убрзо види Баба Живку, која једе много Кебиних пљескавица, примећујући да ће постати муштерија недеље. Међутим, сељани примећују господина Крабу како „шацује” Баба Живку и како се епизода завршава, господин Краба је приморан да је ожени.

## Гласовне улоге
| Улога                | Глумац           | Глумац (српска синхронизација) |
| -------------------- | ---------------- | ------------------------------ |
| Сунђер Боб Коцкалоне | Том Кени         | Владислава Ђорђевић            |
| Патрик Звезда        | Бил Фагербаке    | Димитрије Стојановић           |
| Микица               | Ди Бредли Бејкер | Димитрије Стојановић           |
| Баба Живка           | Ејми Седарис     | Владислава Ђорђевић            |
| Господин Краба       | Кленси Браун     | Владислава Ђорђевић            |
| Лигњослав Пипак      | Роџер Бампас     | Димитрије Стојановић           |
| Рушка                | Сирена Ирвин     | Владислава Ђорђевић            |
| Малиша               | Марк Фајт        | непознато                      |

## Занимљивости српске синхронизације
У српској синхронизацији епизоде, многа имена ликова и изрази су локализовани на српски језик. Вођа клана се у српској синхронизацији зове Баба Живка. У сцени када Сунђер Боб и Патрик демонстрирају лов на медузе, Микица каже „леле” уместо „what-the?”; у буквалном преводу „шта, који?”. Баба Живка у српској синхронизацији користи српске изразе као нпр: „А?; За пос'о; Моје је да вас наградим; Донеси дер ону свирку!; Дивљегеми мукећиге” итд.